# Губерля (Юргамиський район)
Губерля (рос. Губерля) — село у складі Юргамиського району Курганської області, Росія. Адміністративний центр Островської сільської ради.
Населення — 261 особа (2010, 288 у 2002).